# Mimosa camporum
Mimosa camporum är en ärtväxtart som beskrevs av George Bentham. Mimosa camporum ingår i släktet mimosor, och familjen ärtväxter. Inga underarter finns listade i Catalogue of Life.